# 張藐
張 藐（ちょう ばく）は、中国三国時代の魏の人物。皇帝曹芳の舅である張緝の子。本貫は司隸左馮翊高陵県。

## 事績
嘉平6年（254年）、父の張緝は夏侯玄・李豊と共に、専横を極める司馬師を排除するクーデターを計画し、張藐も張緝・李豊間の連絡役という形でこれに参画していた。
しかし同年2月に陰謀は露呈。張緝は獄中で死を賜り、張藐も同時に処刑された。